# Menchum
Pour les articles homonymes, voir Menchum (homonymie).
Le Menchum (parfois Mentchoum) est un département du Cameroun situé dans la région du Nord-Ouest. Son chef-lieu est Wum.

## Organisation territoriale
Le département est découpé en 4 arrondissements et/ou communes :
- Benakuma
- Furu-Awa
- Wum
- Zhoa

| COG    | Arrondissement | Chef-lieu | Superficie (km²) | Population (2005) |
| ------ | -------------- | --------- | ---------------- | ----------------- |
| NW0501 | Wum            | Wum       | 301,2            | 39 100            |
| NW0502 | Furu-Awa       | Furu-Awa  | 1 186            | 13 997            |
| NW0503 | Fungom         | Zhoa      | 2 098            | 58 666            |
| NW0504 | Menchum Valley | Benakuma  | 956,5            | 50 235            |